# Pancrudo
Pancrudo és un municipi d'Aragó situat a la província de Terol i enquadrat a la comarca de la Comunitat de Terol. Havia format part de la comunitat de Daroca i la sesma de Barrachina, tot i que ara forma part de la comarca de Terol. Està al costat del riu Pancrudo, amb el qual comparteix nom, a la serra de Lidón que forma part del Sistema Ibèric. El terme municipal de Pancrudo inclou les localitats de Cervera de Pancrudo, Cuevas de Portalrubio, Pancrudo i Portalrubio.